# 기타고리촌
기타고리촌(北郷里村)은 일본 시가현 사카타군에 설치되었던 촌이다. 현재의 나가하마시의 남동부에 해당한다.